# جین مکنامارا
بانو انی جین مکنامارا، (به انگلیسی: Annie Jean Macnamara) (۱ آوریل ۱۸۹۹ – سیزده اکتبر ۱۹۶۸) پزشک و دانشمند پزشکی استرالیا بود که بیشتر به خاطر کمک‌هایش به سلامتی و رفاه کودکان معروف است. او در سال ۱۹۳۵ به عنوان بانوی فرماندهِ رتبهٔ امپراتوری بریتانیا مورد تقدیر قرار گرفت.

## حرفه
مکنامارا در سال ۱۹۲۳ به عنوان پزشک مقیم در بیمارستان رویال کودکان در ملبورن مشغول به‌کار شد. مقامات بیمارستان در ابتدا به این دلیل که سرویس بهداشتی برای پزشکان زن وجود نداشت، تمایل به استخدام وی نداشتند. در زمان حضور او در بیمارستان کودکان، شیوع فلج اطفال رخ داد. او و بورنت نشان دادند که بیش از یک سویه ویروس وجود دارد، واقعیتی که در توسعه بعدی واکسن سالک اهمیت داشت. بین سال‌های ۱۹۲۵ و ۱۹۳۱ وی مشاور و افسر پزشکی مسئول کمیته بیماری فلج اطفال ویکتوریا بود و بین سال‌های ۱۹۳۰ تا ۱۹۳۱ مشاور افتخاری برای فلج اطفال برای مقامات رسمی در نیو ساوت ولز، استرالیا جنوبی و تاسمانی بود.

## درگذشت و بزرگداشت
مکنامارا در سال ۱۹۶۸ در ۶۹ سالگی در اثر بیماری قلبی عروقی درگذشت.
در سال ۲۰۱۸، کمیسیون انتخاب‌کننده استرالیا به افتخار او تقسیم‌بندی فدرال انتخابی بنادر ملبورن را به مکنامارا تغییر داد.
به مناسبت بزرگداشت جین مکنامارا، حومه‌ای از کانبرا به نام مکنامارا، قلمرو مرکز استرالیا نامگذاری شد. مکان مکنامارا در حومه چزیم کانبرا نیز به افتخار او نامگذاری شده‌است. در ۱۲۱مین سالگرد تولد او، گوگل در تاریخ ۱ آوریل ۲۰۲۰ با تغییر گوگل دودل از او تجلیل کرد.